# Break My Heart
Break My Heart ist ein Lied der britisch-albanischen Sängerin Dua Lipa, das am 27. März 2020 als dritte Single aus ihrem zweiten Studioalbum Future Nostalgia veröffentlicht wurde. (In Europa wurde die Single am selben Tag wie das Album veröffentlicht.)

## Entstehung
Das Lied wurde von Dua Lipa mit dem Produzenten Andrew Watt, der Songwriterin Ali Tamposi und zwei Mitgliedern von The Monsters and the Strangerz, Jordan K. Johnson und Stefan Johnson, geschrieben. Die Melodie hat Ähnlichkeit mit dem Lied Need You Tonight der australischen Rockband INXS, deshalb werden Michael Hutchence und Andrew Farriss auch als Autoren genannt. Die Ähnlichkeit war nicht beabsichtigt. „Als wir im Studio waren, haben wir die Verbindung nicht gleich erkannt. […] Wir waren auf so einem künstlerischen High und haben einfach gearbeitet und dann, als ich es mir noch einmal anhörte, meinte ich: ‚Wartet mal, Leute...‘“, erzählt Dua Lipa.

## Inhalt
In diesem Lied fragt sich die Sängerin, ob ihre neue Liebe ihr Herz brechen wird.

## Musikvideo
Das Musikvideo zu diesem Lied wurde in Bulgarien vom Regisseur Henry Schofield gedreht und am 26. März 2020 auf Dua Lipas YouTube-Kanal veröffentlicht. Auf der Videoplattform konnte es im August 2025 über 646 Millionen Aufrufe verzeichnen.

## Sonstiges
In der Studioversion des Songs ist Chad Smith, der Drummer der Red Hot Chili Peppers am Schlagzeug zu hören.

## Kommerzieller Erfolg

### Chartplatzierungen
| ChartsChartplatzierungen       | Höchstplatzierung | Wochen |
| ------------------------------ | ----------------- | ------ |
| Deutschland (GfK)              | 26 (17 Wo.)       | 17     |
| Österreich (Ö3)                | 20 (16 Wo.)       | 16     |
| Schweiz (IFPI)                 | 18 (22 Wo.)       | 22     |
| Vereinigte Staaten (Billboard) | 13 (32 Wo.)       | 32     |
| Vereinigtes Königreich (OCC)   | 6 (20 Wo.)        | 20     |

| ChartsJahrescharts (2020)      | Platzierung |
| ------------------------------ | ----------- |
| Schweiz (IFPI)                 | 70          |
| Vereinigte Staaten (Billboard) | 33          |
| Vereinigtes Königreich (OCC)   | 43          |

### Auszeichnungen für Musikverkäufe
| Land/Region                  | Auszeichnungen für Musikverkäufe (Land/Region, Auszeichnung, Verkäufe) | Verkäufe  |
| ---------------------------- | ---------------------------------------------------------------------- | --------- |
| Australien (ARIA)            | 2× Platin                                                              | 140.000   |
| Belgien (BRMA)               | Platin                                                                 | 40.000    |
| Brasilien (PMB)              | 3× Diamant                                                             | 480.000   |
| Dänemark (IFPI)              | Platin                                                                 | 90.000    |
| Deutschland (BVMI)           | Gold                                                                   | 200.000   |
| Frankreich (SNEP)            | Diamant                                                                | 333.333   |
| Italien (FIMI)               | Platin                                                                 | 70.000    |
| Kanada (MC)                  | 5× Platin                                                              | 400.000   |
| Neuseeland (RMNZ)            | 2× Platin                                                              | 60.000    |
| Norwegen (IFPI)              | 2× Platin                                                              | 120.000   |
| Österreich (IFPI)            | Platin                                                                 | 30.000    |
| Peru (UNIMPRO)               | Platin                                                                 | 6.000     |
| Polen (ZPAV)                 | 4× Platin                                                              | 200.000   |
| Portugal (AFP)               | 2× Platin                                                              | 20.000    |
| Spanien (Promusicae)         | 2× Platin                                                              | 120.000   |
| Vereinigte Staaten (RIAA)    | Platin                                                                 | 1.000.000 |
| Vereinigtes Königreich (BPI) | Platin                                                                 | 600.000   |
| Insgesamt                    | 1× Gold · 26× Platin · 4× Diamant ·                                    | 3.909.333 |

Hauptartikel: Dua Lipa/Auszeichnungen für Musikverkäufe